# Стоун, Джордж Кэмерон
Джордж Кэ́мерон Сто́ун (англ. George Cameron Stone, 6 августа 1859, Дженива, штат Нью-Йорк, США — 18 ноября 1935, Нью-Йорк, США) — американский коллекционер и историк оружия, горный инженер и металлург. Ему принадлежит словарь, посвящённый всемирной истории оружия различных эпох, являющийся крупнейшим по данной тематике.

## Биография
В 1879 году получил бакалавра философии в Горной школе Колумбийского университета.
В 1880 году стал членом Американского института горных и металлургических инженеров. В 1912 году был назначен на пост секретаря совета директоров, позднее стал его членом в качестве казначея.
К 1882 году стал горным инженером в New Jersey Zinc and Iron Company, а позднее занял должности главного инженера и главного металлурга.
Во время Первой мировой войны был главой секции цветных металлов Военно-промышленного совета.
В 1929 году в возрасте 70 лет вышел на пенсию. В 1935 году, за несколько месяцев до своей смерти, Стоун был удостоен престижной Медали Джеймса Дуглас в знак признания его заслуг в области цветной металлургии.
Обладатель 8 патентов, связанных с металлургической промышленностью. Автор 50 статей на вопросам металлургии.

## Коллекция оружия и доспехов
Ещё будучи ребёнком Стоун проявил большую любознательность к оружию. Первым предметом в его оружейном собрании стало персидское ружьё, которое он приобрёл на аукционе в Нью-Йорке вскоре после окончания университета. Его первая работа об оружии была опубликована в 1911—1912 годах в журнале Magazine of Antique Firearms, где рассказывалось о наборе винтовок, одной из которых возможно было то самое персидское ружьё.
Продолжительное время обдумывал мысль о том, чтобы создать крупное справочное издание о истории оружия и собирал необходимый материал. В частности об этом свидетельствует сохранившаяся переписка между ним и директором Музея Пибоди в Сейлеме Лоуренсом Дженкинсом, и в частности письмо датированное 30 апреля 1916 года, где Стоун запрашивает изображения различных азиатских стрел:

Я предпринял попытку написать словарь доспехов и нуждаюсь в иллюстрациях. Я был бы крайне признателен за изображения всевозможных разновидностей дубинок из различных местностей. Когда я приведу свою рукопись в должный вид, я надеюсь, что вы достаточно сведущи, чтобы обнаружить и исправить некоторые мои ошибки.Оригинальный текст (англ.)I have been trying to write a glossary of armor and want these for illustrations. I would be very much obliged for a similar set of pictures of clubs typical of different localities. When I get my manuscript in better shape I hope you will be good enough to look over and correct some of my errors.
Кроме того, Стоун получил помощь и поддержку кураторов Метрополитен-музея Бэшфорда Дина и его преемника Стивена В. Грэнсей. Грэнсей особенно помог Стоуну с европейским вооружением.
Ко времени Стоуна его коллекция состояла из более чем 5 тысяч предметов, которые были выставлены на показ или хранились в его доме на West 11th Street в Нью-Йорке. Стоун завещал около 3,5 тысяч предметов Метрополитен-музею, из которых 360 (не относящихся к Востоку) было передано в музей Пибоди. Кроме того он оставил в полное распоряжение Музея Cooper Union (ныне — Музей дизайна Купер-Хьюитт Смитсоновского института) более 1400 японских косираэ, включая 600 цуба.

## Приобретение оружия и доспехов
Главным источником для Стоуна в пополнении и обновлении его коллекции выступал британский торговец племенным искусством и этнографическими материалами Уильям Оккелфорд Олдман, также известный тем, что выступал посредником между коллекционерами и Карлом Отто Крейцшмаром фон Кейнбуршем — знаменитым коллекционером оружия и хорошим другом Стоуна. Особенностью делового подхода Олдмана было то, что он отправлял интересные предметы своим клиентам, а те затем выбирали и покупали себе понравившиеся, а остальные отсылали обратно продавцу.
Кроме того должность Стоуна в Zinc Company позволяла ему часто и свободно ездить в другие страны, где он имел возможность встретиться с коллекционерами и приобрести какие-то новые вещи:
- 1918 год — Гонолулу, Самоа, Паго-Паго, Раротонга, Новая Зеландия, Австралия;
- 1919 год — Англия, Франция, Бельгия (совместно с Карлом фон Кейнбуршем и его супругой — Милдред Кларк Прессингер фон Кейнбурш);
- 1928 год — Северная Африка (Марракеш, Фес, Алжир, Тунис, Каир), Турция (Константинополь), Греция (Афины), Италия (Неаполь, Рим, Флоренция, Венеция) с остановками в Париже и Лондоне на обратном пути домой;
- 1932 год — Стамбул и Коринф.

## Сочинения
- 1911: Early Flintlocks. Magazine of Antique Firearms, Vol. II (1) .
- 1934: A Glossary of the Construction, Decoration, and Use of Arms and Armor in All Countries and in All Times: Together with Some Closely Related Subjects. Portland, Maine: Southwork Press.

### Издания на русском языке
- Стоун Дж. К. Оружие и доспехи всех времён и народов = The Glossary of the Construction, decoration and Use of Arms and Armor of all Countries and in all Times / Пер. с англ. Л. И. Зданович; Ред. и авт. предисл. К. А. Жуков. — М.: АСТ, Астрель, 2008. — 768 с. — 4500 экз. — ISBN 978-5-17-052752-6, ISBN 978-5-271-21109-6.
- Стоун Дж. К. Большая энциклопедия оружия и доспехов = The Glossary of the Construction, decoration and Use of Arms and Armor of all Countries and in all Times / Пер. с англ. Л. И. Зданович; Ред. К. А. Жуков. — М.: АСТ, Астрель, 2010. — 768 с. — (Большая энциклопедия). — 3500 экз. — ISBN 978-5-17-052742-7.